# 澄浪桥
澄浪桥是中華人民共和國浙江省宁波市一座跨奉化江桥梁。桥梁连接永达路东西段，结构为无风撑中承式内倾钢桁架-钢箱组合坦拱桥，全长702米，桥梁总长446米，其中主桥长183米。桥梁于2014年1月15日开工，2016年6月30日通车。